# فرانتز هاردي
فرانتز هاردي (بالإنجليزية: Frantz Hardy)‏ هو لاعب كرة قدم أمريكية أمريكي، ولد في 6 يناير 1985 في ميامي في الولايات المتحدة.